# Дандавате, Мадху
Ма́дху Дандава́те (хинди मधु दंडवते, англ. Madhu Dandavate; 21 января 1924, Ахмеднагар — 12 ноября 2005, Мумбаи) — индийский государственный и партийный деятель, министр финансов Индии в коалиционном правительстве Вишваната Сингха (1989—1990).

## Биография
Родился в г. Ахмеднагар в штате Махараштра в центральной части Индии. Высшее образование получил в Бомбейском университете, про специальности физик.
В 1940-х преподавал физику в бомбейском колледже и в аспирантуре Бомбейского университета.
В 1942 году принимал участие в национально-освободительном антибританском движении «Прочь из Индии». В 1948 году вступил в Народно-социалистическую партию (НСП). В 1948—1974 годах — секретарь бомбейского комитета НСП, секретарь всеиндийской НСП и член национального исполкома НСП.
В 1950-х принимал участие в борьбе за создание штата Махараштра на языковой основе, в кампании гражданского неповиновения в поддержку присоединения португальской колонии Гоа к Индии.
В 1970—1971 годах — член законодательного совета штата Махараштра. В 1971 году избран в Народную палату парламента (Лок Сабха) от НСП. В 1974 году вместе с частью руководства НСП присоединился к оппозиционной партии Бхаратия лок дал. В 1975 году был арестован на основе Закона о поддержании внутренней безопасности (МИСА) и находился в заключении 18 месяцев. В 1977 году избран в Народную палату от победившей на выборах Джаната парти (ДП).
В 1977—1979 годах — министр железнодорожного транспорта в правительстве Морарджи Десаи. Был активным сторонником и одним из основателей Конканской железнодорожной сети вдоль западного побережья Индии.
После поражения ДП на выборах 1980 года и её перехода в оппозицию возглавил её парламентскую фракцию. В ноябре 1989 года вошёл в состав Народной палаты от оппозиционной и возглавляемой им партии Джаната дал, с декабря 1989 года — министр финансов в коалиционном правительстве Вишваната Сингха и глава Комитета по контролю над ценами.
Был заместителем председателя Комиссии по планированию в 1990 году и вновь с 1996 по 1998 год. Был связан с партией Джаната Дал (светской), партии во главе с Деве Говда.
Был также президентом «Всеиндийской Ассоциации Страхования Служащих» (AILIEA), неполитической организации, в течение 24 лет. После смерти завещал своё тело госпиталю в Мумбаи.
Был известен своей честностью и эрудицией. Его жена Прамилла являлась заметной фигурой в социалистическом движении Индии и входила в состав парламента.
Автор книг «Три десятилетия индийского коммунизма», «Маркс и Ганди» и др.